# 胜论
勝論學派（羅馬化：Vaiśeṣika）, 古印度六派哲學之一，其創始人為羯那陀（Kanada），理論載於《勝論經》（Vaiśeṣika-sūtra）中，該經寫定於公元前2世紀。唐玄奘翻譯有《勝宗十句義論》。

## 概述
該學派認為有一個最高實體，是它控制著物質微粒--極微及其形成萬物的組合。他們將一切與概念對應之存在視為實有，並分為六個範疇（padārtha，句義）：存在、質量、行為、普遍性、特殊性、固有，以此來說明世界各種現象的存在。
他們認為，存在物可能是可見的或不可見的、物質的或非物質的、永恆的或非永恆的。凡是組合的、依靠另一元素的都是變遷的。然而有獨立的、不變的、永恆的簡單物質存在。通過其現象或品質可以推測某些不可感知的存在。
他們相信，人們可以認識時間、空間、氣體、微粒、精神（manas）、自我（atman）。精神為自我的工具，自我的存在由認識所感知，因此人們各自稱“我”，由推理可知“自我”是知識行為的源泉。他們還認為，知識要靠感知、推理、記憶和直覺（只有聖者能依直覺）來獲取。
其經典稱，精神的存在及其多樣性，使人們互不相同，也使人們有別於自在（Iśvara）。其神學觀點主張人要依靠神而得救，要將萬物的存在作為天意的顯示而去進行觀察。因此他們承继正統婆羅門思想，重視祭祀，主張生天（abhyudaya）說。
在邏輯方面，勝論派跟正理派（nyâya）緊密相連，正理的三段論被他們用於正確的推理過程中。